# Музей современного искусства (Мальмё)
Музей современного искусства в Мальмё (швед. Moderna Museet Malmö) — художественная галерея в шведском городе Мальмё, созданная в декабре 2009 года; формально является частью Музея современного искусства в Стокгольме, но имеет независимую выставочную программу; расположена в здании бывшей электростанции, построенном в 1901 году — с 1988 по 2006 год в здании размещался Центр современного искусства «Rooseum».

## История и описание
В начале 2000-х годов власти города Мальмё обратились к Музею современного искусства Стокгольма с запросом о возможности открытия в их городе филиала столичного кунстхалле. Музею было предложено здании по адресу Гасверксгатан, дом 22, которое с апреля 2014 года стало «Ola Billgrens plats 2-4». Стокгольмский музей ответил согласием и — в сотрудничестве с городом Мальмё, властями региона Сконе и правительством Швеции — был образован «Moderna Museet Malmö», который открыл свои двери для широкой аудитории 26 декабря 2009 года.
Ранее в залах музея размещался центр современного искусства «Rooseum»; формально частным центр в значительной степени финансировался властями страны. Он был основан в 1988 году шведским коллекционером и финансистом Фредриком Роосом, чьё имя и дало название учреждению; «Rooseum» начинал свою деятельность как «традиционный» выставочный зал, в котором демонстрировалось современное и актуальное искусство, созданное как авторами из стран Северной Европы, так и международными художниками. Его первым директором стал критик Ларс Нитве (род. 1953), а сам музей разместился в помещениях бывшей электростанции, построенной в 1900 году. «Rooseum» закрылся в 2006 году.
Несмотря на то, что в Мальмё формально находится филиал столичного музея, выставочная политика Музея современного искусства Мальмё является полностью независимой. В залах музея проходят различные выставки от классического модернизма до экспериментальных работ современных авторов; регулярно проводятся временные экспозиции, собранные из фондов музея в Стокгольме — хранящей экспонаты, созданные после 1900 года. Помимо выставочной деятельности, музей создаёт и образовательную программу, направленную на знакомство жителей региона с современным искусством. В конце 2017 — начале 2018 года в музее прошла групповая выставка «Public Movement: On Art, Politics and Dance», в которой приняли участие более пятнадцати авторов, включая таких художников как Клара Лиден, Халил Алтиндере, Адам Пендлтон, Эмили Ройсдон и Рашаад Ньюсом.